# Todd Haynes
Todd Haynes (ur. 2 stycznia 1961 w Los Angeles) – amerykański reżyser, scenarzysta i producent filmowy. Jeden z najbardziej rozpoznawalnych amerykańskich twórców kina niezależnego, przedstawiciel tzw. „New Queer Cinema”, jednego z nurtów kina gejowskiego. Niemal każda z jego produkcji wzbudzała kontrowersje, ale i zainteresowanie.

## Życiorys
Todd Haynes urodził się w Los Angeles jako syn Sherry Lynne (z domu Semler), która studiowała aktorstwo, i Allena E. Haynesa, byłego importera kosmetyków. Haynes ma żydowskie pochodzenie ze strony matki. Wychował się z młodszą siostrą  Gwynneth w Encino. W 1985 ukończył studia na wydziale semiotyki na Uniwersytecie Browna.
W połowie lat 80. przeprowadził się do Nowego Jorku, gdzie rozpoczął karierę filmowca. Jego pierwszym projektem był eksperymentalny film krótkometrażowy Superstar: The Karen Carpenter Story (1987) z udziałem Michaela Edwardsa, o zmarłej na anoreksję 17-letniej Karen Carpenter, będący połączeniem fabuły, dokumentu i animacji; główne role grają lalki Barbie i Ken. Publiczne odtwarzanie i rozpowszechnianie filmu było prawnie zakazane ze względu na naruszenie praw autorskich twórcy muzyki wykorzystanej w filmie. Wyreżyserował teledysk zespołu Sonic Youth do utworu „Disappearer” (1990). 
Jego pełnometrażowym debiutem był dramat fantastycznonaukowy Poison (1991) oparty na różnych powieściach Jeana Geneta z Johnem Leguizamo. Film był eksperymentalnym połączeniem różnych formuł i konwencji gatunkowych, za sprawą pornograficznych scen wzbudzał kontrowersje, jednak został uhonorowany Wielką Nagrodę Jury na Sundance Film Festival, na Międzynarodowym Festiwalu Filmowym w Locarno i Teddy Award na Międzynarodowym Festiwalu Filmowym w Berlinie, był także nominowany do Złotego Lamparta na Międzynarodowym Festiwalu Filmowym w Porto i Independent Spirit Awards. 
Haynes sporadycznie pojawia się jako aktor, m.in. jako kierownik frenologii w dramacie kryminalnym Swoon (1992) z Craigiem Chesterem. W 1995 Haynes zrealizował dreszczowiec Schronienie (Safe) z Julianne Moore i Xanderem Berkeleyem. Film odnosił się do problematyki AIDS i przyniósł mu nagrodę FIPRESCI w Rotterdamie. Jego dramat muzyczny Idol (Velvet Goldmine, 1998) z Ewanem McGregorem, Jonathanem Rhysem-Meyersem, Christianem Balem i Toni Collette poruszał kwestię tożsamości płciowej i odnosił się do tematu homoseksualizmu. Film ten przyniósł mu nominację do Złotej Palmy i Nagrodę za Największy Wkład Artystyczny na 51. Międzynarodowym Festiwalu Filmowym w Cannes. 
Jego dramat Daleko od nieba (2002) z Julianne Moore zebrał wiele nagród, w tym nagrodę krytyków w Seattle i San Francisco, Independent Spirit Award, Stowarzyszenia Nowojorskich Krytyków Filmowych i Nagrodę Satelity za reżyserię oraz nominacji, m.in. do Oscara i Złotego Globu za scenariusz, do Europejskiej Nagrody Filmowej – Screen International, do Złotego Lwa na festiwalu w Wenecji. Film oparty był na schemacie melodramatu i jako taki odwoływał się do twórczości mistrza tego gatunku z lat 50. - Douglasa Sirka.
Był współproducentem takich filmów jak Old Joy (2006) i Piętnastolatka (2006) z Emily Rios. W jego biograficznym dramacie muzycznym I’m Not There. Gdzie indziej jestem (2007) w postać Boba Dylana wcielili się: Cate Blanchett, Heath Ledger, Christian Bale i Richard Gere. Wyreżyserował miniserial HBO Mildred Pierce (2011) z Kate Winslet. 
Zasiadał w jury konkursu głównego na 68. MFF w Wenecji (2011) oraz przewodniczył obradom jury na 75. MFF w Berlinie (2025).

## Życie prywatne
Jest gejem. W 2015 zamieszkał w Portland w stanie Oregon.

## Filmografia
| Rok  | Tytuł                                                           | Reżyser | Scenarzysta | Producent |
| ---- | --------------------------------------------------------------- | ------- | ----------- | --------- |
| 1978 | The Suicide (film krótkometrażowy)                              | T       | T           |           |
| 1985 | Assassins: A Film Concerning Rimbaud (film krótkometrażowy)     | T       | T           |           |
| 1987 | Superstar: The Karen Carpenter Story (film krótkometrażowy)     | T       | T           | T         |
| 1989 | La Divina (film krótkometrażowy)                                |         |             | T         |
| 1989 | He Was Once (film krótkometrażowy)                              |         |             | T         |
| 1991 | Poison                                                          | T       | T           |           |
| 1993 | Dottie Gets Spanked (film krótkometrażowy TV)                   | T       | T           |           |
| 1995 | Schronienie (Safe)                                              | T       | T           |           |
| 1997 | Morderczyni (Office Killer)                                     |         | T           |           |
| 1998 | Idol (Velvet Goldmine)                                          | T       | T           |           |
| 2002 | Daleko od nieba (Far from Heaven)                               | T       | T           |           |
| 2004 | Corporate Ghost                                                 | T       |             |           |
| 2007 | I’m Not There. Gdzie indziej jestem                             | T       | T           |           |
| 2011 | Mildred Pierce (miniserial TV)                                  | T       | T           | T         |
| 2013 | Iluminacja (Enlightened, serial TV) odc.: „All I Ever Wanted”   | T       |             |           |
| 2013 | Six by Sondheim (serial dokumentalny TV) odc.: „I'm Still Here” | T       |             |           |
| 2015 | Carol                                                           | T       |             |           |
| 2017 | Wonderstruck                                                    | T       |             |           |
| 2019 | Mroczne wody (Dark Waters)                                      | T       |             |           |